# 洛雷托-烏卡亞利西班牙語
洛雷托- 乌卡亚利（Loreto-Ucayali）西班牙语，也称为亚马逊西班牙语（Español Amazónico）或丛林西班牙语（Español de la Selva），是亚马逊地区使用的西班牙语变体，使用者大多分布在秘鲁的洛雷托大区和乌卡亚利大区。在与洛雷托（Loreto）和乌卡亚里（Ucayali）相邻的巴西部分地区以及哥伦比亚的亚马逊地区（Amazonas Department），也分布有亚马逊西班牙语使用者。

## 特点

### 语法
洛雷托-乌卡亚利西班牙语的一个显著语法特征是其构建所有格形式的方法：使用者通常说而非标准西班牙语所说的

另一个独特的语法特征是所有格形式代替某些格的使用,例如: 标准西班牙语里（他向我前面的那个亚米纳瓦女人提问）在洛雷托-乌卡亚利西班牙语的说法是（他向在我的前面的那个亚米纳瓦女人提问）

如同其他某些西班牙语方言一样,洛雷托-乌卡亚利西班牙语会在人名前加上定冠词(视性别而使用el或la)

### 语音
词首的/x/尤其是/xw/常被发为/f/ 例如人名Juana(标准西班牙语读作/ˈxwana/)会被发为/ˈfana/ 

同时,洛雷托-乌卡亚利西班牙语也从当地土语中吸收了大量词汇和用法

## 解释
洛雷托-乌卡亚利西班牙语有时被归类为与标准西班牙语不同的语言，例如Ethnologue （页面存档备份，存于）；洛雷托-乌卡亚利西班牙语甚至还有自己的ISO 639-3代码：spq,但原因不明（其他南美西班牙语方言没有ISO代码）。